# 7. Jahrhundert
Portal Geschichte | Portal Biografien | Aktuelle Ereignisse | Jahreskalender | Tagesartikel

◄ |
5. Jh. |
6. Jh. |
7. Jahrhundert
| 8. Jh.
| 9. Jh.
| ►

600er |
610er |
620er |
630er |
640er |
650er |
660er |
670er |
680er |
690er

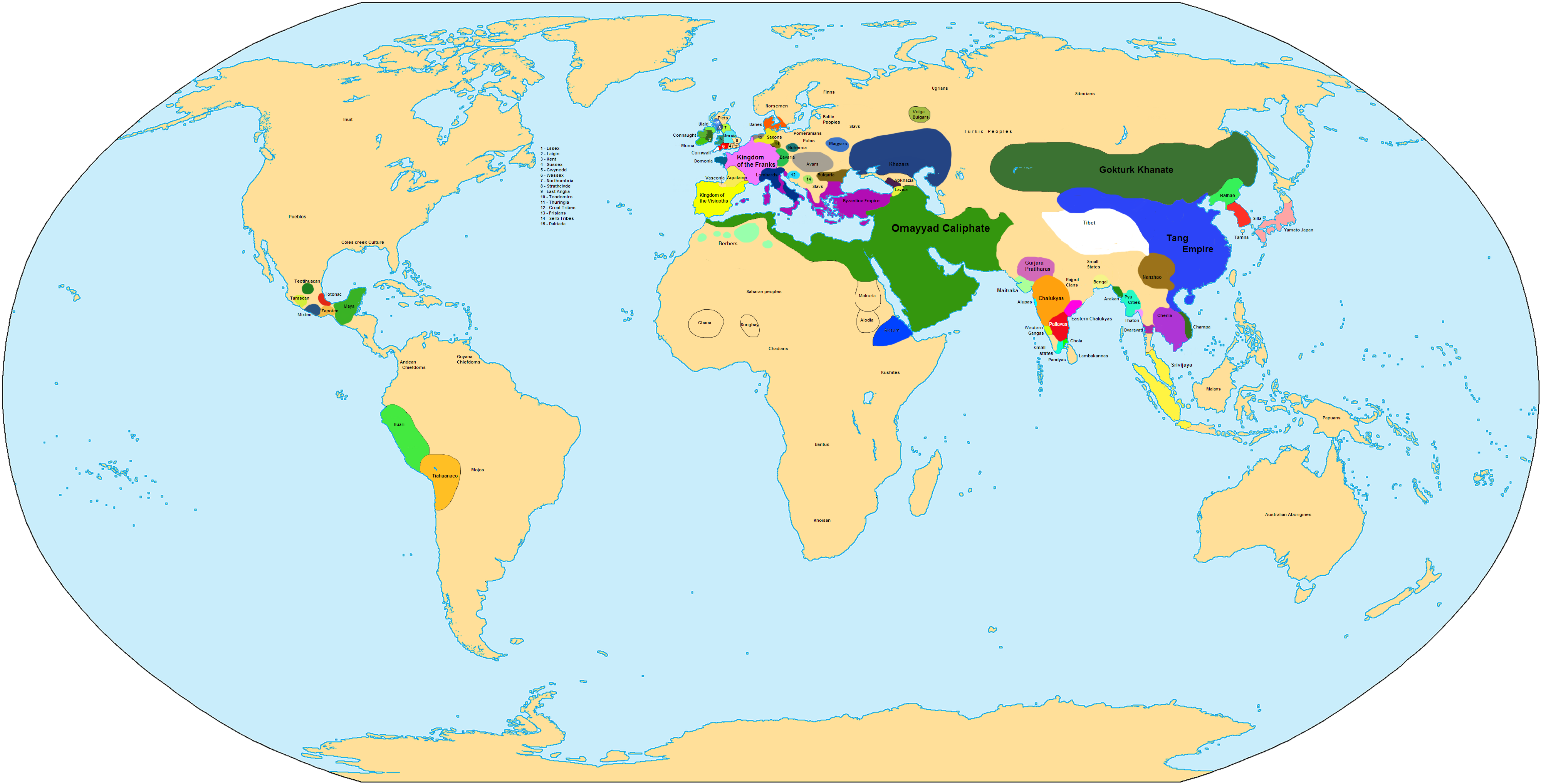
Globale territoriale Situation im 7. Jahrhundert

Das 7. Jahrhundert begann am 1. Januar 601 und endete am 31. Dezember 700. Die Weltbevölkerung in diesem Jahrhundert wird auf 200 bis 300 Millionen Menschen geschätzt. In Europa konsolidierten sich die aus der Völkerwanderung hervorgegangen germanisch-romanisch beherrschten Reiche der Franken, Westgoten und Langobarden. Der Begründung des Islam folgte die islamische Expansion, die eine signifikante Änderung der Herrschaftsverhältnisse im Nahen Osten und im Mittelmeerraum zur Folge hatte. Einte die griechisch-römische Kultur in den vorherigen Jahrhunderten die Staaten um das Mittelmeer, so beendete die islamische Expansion diese Einheit. Ab dem 7. Jahrhundert trennt das Mittelmeer mehr den christlichen Norden vom islamischen Süden, als dass es die Staaten an seinen Ufern eint.
Den indischen Subkontinent teilten sich mehrere Fürstentümer, die miteinander konkurrierten, sich jedoch auch kulturell beeinflussten. China gewann unter der Tang-Dynastie an Größe, Macht und Einfluss. Seine Kultur übte einen prägenden Einfluss auf die anderen Staaten Ostasiens aus.

## Europa

### Politische Entwicklungen

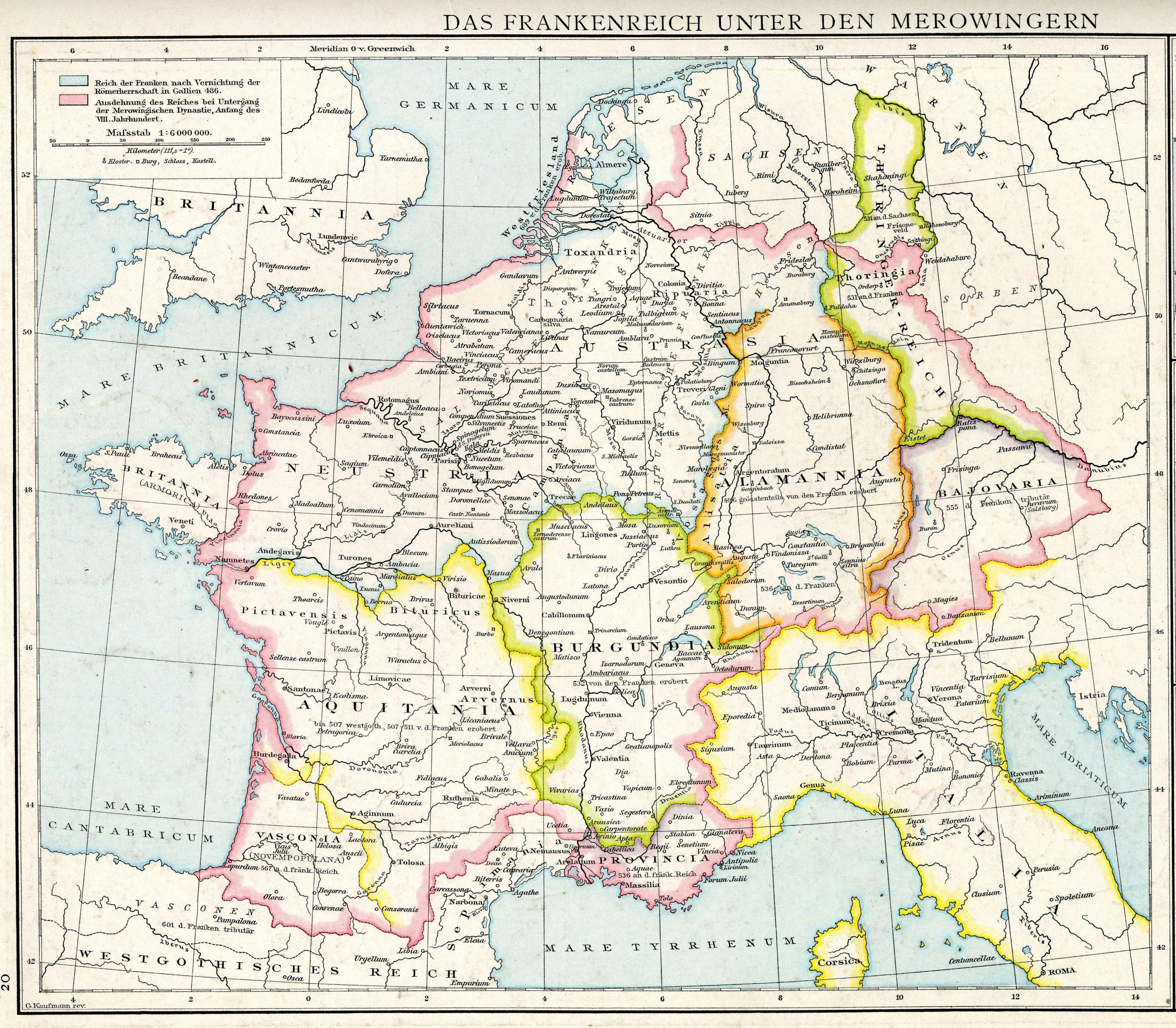
Das Frankenreich unter den Merowingern

Im Bezug auf die Geschichte Europas wird dieses Jahrhundert der ausgehenden Spätantike bzw. dem beginnenden Frühmittelalter (je nach Region ca. 500–1050) zugeordnet. Zu Beginn des Jahrhunderts gelingt es dem merowingischen König Chlothar II. das durch den merowingischen Bruderkrieg geteilte Frankenreich wieder zu vereinen. Als Preis für die Einigung gestand der König dem Adel im Edictum Chlotharii zu, dass alle lokalen Amtsträger (Grafen) nur aus dem grundbesitzenden Adel der jeweiligen Region gewählt wurden. An die Spitze der Teilländer Austrien und Neustrien wurde ein Hausmeier gestellt. Nach dem Tod seines Sohnes, König Dagobert I., im Jahr 639 wurde das Reich administrativ geteilt, wobei Austrien und Neustrien jeweils von einem eigenen König regiert wurden. Durch innere Kämpfe und zahlreiche Regierungszeiten minderjähriger Könige verlor das merowingische Königtum zunehmend an Bedeutung. Das stärkte die Stellung der östlich des Rheins wohnenden germanischen Volksgruppen der Thüringer und Alemannen. Zwar gehörten diese immer noch zum Frankenreich, unter der Führung von Stammenherzögen erzielten sie jedoch einen hohen Grad an Autonomie. Ferner wuchs den Hausmeiern der Reichsteile Austrien und Neustrien, deren Amt im Laufe des Jahrhunderts erblich wurde, die faktische Herrschaft über ihren Reichsteil zu. Am Ende des Jahrhunderts konnten die Pippiniden, die späteren Karolinger, das Hausmeieramt beider Teilreiche auf sich vereinen und ihren Aufstieg beginnen. Im folgenden Jahrhundert einigten sie das Frankenreich und vergrößerten es zur dominierenden Macht West- und Mitteleuropas.
Nachdem das toledanische Westgotenreich zu Beginn des Jahrhunderts die letzten oströmischen Gebiete an den Küsten eroberte, beherrschte es die ganze Iberische Halbinsel. Im Laufe des Jahrhunderts belasteten Machtkämpfe um das Königsamt das Land und führten zu einer Steigerung der Macht des Adels. So wurde ab dem Jahr 633 der westgotische König von Adeligen gewählt. Dem von König Rekkared I. im Jahr 587 eingeleiteten Wechsel der Westgoten vom arianischen zum katholischen Bekenntnis der iberoromanischen Bevölkerung, folgte im 7. Jahrhundert die Vereinheitlichung des Rechts für beide Bevölkerungsgruppen. Damit waren die trennenden Gegensätze zwischen beiden Bevölkerungsgruppen beseitigt und es entstand diesbezüglich eine innere Einheit.
Das Reich der Langobarden auf der Italienischen Halbinsel wurde von Königen regiert, die in rascher Folge wechselten. Das hinderte die Langobarden jedoch nicht ihren Eroberungszug zu Lasten des oströmischen Reiches fortzusetzen. Zur Jahrhundertmitte beherrschten sie große Teile des italienischen Festlandes. Einige Hafenstädte an der Adria, ein Landstreifen in Mittelitalien in der Höhe von Rom und große Teile Süditaliens blieben jedoch oströmisch. Die oströmischen Hafenstädte, Venedig und Ancona an der italienischen Adriaküste ermöglichten den wirtschaftlich wichtigen Handel mit den Kerngebieten des oströmischen Reiches. Auch im Langobardenreich begann im 7. Jahrhundert eine Katholisierung der eingewanderten Germanen. Die Übernahme des Bekenntnisses der römischen Bevölkerungsmehrheit setzte sich jedoch erst Anfang des 8. Jahrhunderts vollständig durch.
Nachdem im vorherigen Jahrhundert das oströmische Reich sein Gebiet auf dem Balkan gegen das Reitervolk der Awaren und die Slawen mit den Balkanfeldzügen des Maurikios erfolgreich verteidigte, zog es Anfang des Jahrhunderts seine Truppen vom Balkan ab, um sie im Kampf gegen die Sassaniden einzusetzen. Dies schuf für die in Pannonien beheimateten Awaren die Gelegenheit ihre Macht zu Lasten des oströmischen Reiches auszudehnen. Ihre im Jahr 626 zusammen mit den Sassaniden durchgeführte Belagerung Konstantinopels scheiterte jedoch. In der ersten Jahrhunderthälfte wanderten Gruppen von Slawen in größerer Zahl in den Balkan ein. In der zweiten Jahrhunderthälfte konnten die slawischen Fürsten auf dem Balkan zunehmend Autonomie im Machtbereich der Awaren gewinnen. Auch im Norden des Awarenreiches führte Samo die Slawen zur Autonomie und gründete das erste slawische Reich Ostmitteleuropas.
Die Chasaren, ein Turkvolk, vergrößerten und festigten ihr nördlich des Kaukasusgebirges gegründetes Reich und begannen sich damit als Regionalmacht zu etablieren. Nach jahrzehntelangen Auseinandersetzungen konnten sie in der zweiten Jahrhunderthälfte das nördlich des Schwarzen Meeres gelegene großbulgarische Reich erobern und zerstören. Einige dort lebende Bulgaren vereinigten sich daraufhin mit in der Nachbarschaft lebenden slawischen Gruppen und zogen auf den Balkan, wo sie um 680 das erste bulgarische Reich gründeten.

### Gesellschaft, Wirtschaft und Recht
Das Leben der Menschen im 7. Jahrhundert war in hohem Maße abhängig von der Natur, so zum Beispiel von der Länge der Tage und dem Nahrungsangebot. Schon in den vorherigen Jahrhunderten führten durch Unwetter verursachte Hungersnöte und Seuchen, wie die justinianische Pest, sowie kriegerische Auseinandersetzungen zu einem Bevölkerungsrückgang, der zur Mitte des 7. Jahrhunderts seinen Tiefpunkt erreichte. Die Kindersterblichkeit war hoch und die Lebenserwartung lag nach überstandener Kindheit bei 44 bis 47 Jahren. Die Menschen ernährten sich überwiegend von Getreideprodukten, ferner von Milchprodukten und Gemüse.
Die Gesellschaft war stark agrarisch geprägt. Der weitaus größte Teil der Menschen wohnte in kleinen Dörfern auf dem Land. Insbesondere in West- und Südeuropa existierten aber auch meist auf römische Gründungen zurückgehende Städte, deren Einwohnerzahl und Bedeutung jedoch erheblich geringer war als vor der Völkerwanderung. War die Verkleinerung der Städte nicht schon in vorherigen Jahrhunderten erfolgt, so setzte sie, wie in einigen Städten des Mittelmeerraums, spätestens in diesem Jahrhundert ein.
Die Gesellschaft der germanisch-romanisch beherrschten Reiche war eine Ständegesellschaft, die sich in Adelige, Freie und Unfreie gliederte, wobei es regionale Unterschiede in der Ausgestaltung der Stände gab. Der jeweilige Status war erblich, jedoch war der gesellschaftliche Aufstieg oder Abstieg möglich und im Gegensatz zum Hochmittelalter viel häufiger. An der Spitze der Adeligen stand der König, der auf die Akzeptanz des Adels angewiesen war. Deshalb musste er bei der Herrschaftsausübung auf diesen Rücksicht nehmen, war er schwach so übernahmen die Adeligen faktisch die Regentschaft. Die Unfreien waren von einem Herren abhängig, der ihnen Schutz zu gewähren hatte, jedoch in fast allen Lebensbereichen über sie bestimmen konnte. Im Gegensatz zu den Sklaven der Antike wurden die Unfreien nicht als rechtliche Sache gesehen, so dass der Herr das Leben und die körperliche Unversehrtheit der Unfreien zu wahren hatte.
Reichtum begründete sich im Wesentlichen auf Landbesitz. Der Grund und Boden gehörte meistens Großgrundbesitzern, wie Königen, Adeligen, Bischöfen oder Klöstern. Diesen bewirtschafteten sie zum Teil mit Hilfe ihrer Unfreien selbst, andere Teile verpachteten sie an freie Bauern. Der Fernhandel, für den die Flüsse einen wichtigen Transportweg darstellten, hatte seit der Spätantike stark abgenommen. Im 7. Jahrhundert erreichte der Mittelmeerhandel einen Tiefpunkt, während sich der Handel des Frankenreiches in dieser Zeit mehr und mehr nach Norden orientierte.
In den Reichen der Franken, Westgoten und Langobarden unterlagen die eingewanderten Germanen, die geschätzt 2 bis 5 % der Bevölkerung stellten, und die Bevölkerung römischen Ursprungs jeweils einem eigenen Recht. Im Westgotenreich führte König Rekkeswinth im Jahr 654 ein einheitliches Recht für beide Bevölkerungsgruppen ein. Die beiden anderen Reiche folgten diesem Beispiel im nachfolgenden Jahrhundert. War eine schriftliche Fixierung des Rechtes der germanischen Einwanderer im Westgoten- und Frankenreich mit dem Codex Euricianus und der Lex Salica schon in den vorausgegangenen Jahrhunderten erfolgt, geschah dies im Reich der Langobarden in diesem Jahrhundert durch das Edictum Rothari. Das Recht einiger zum Frankenreich gehörender, östlich des Rheins lebender, germanischer Volksgruppen wurde ebenfalls in diesem Jahrhundert schriftlich niedergelegt.

### Religion und Kultur
Die herrschende Religion der kontinentalen Germanenreiche der Franken, Westgoten und Langobarden war das Christentum. Der Bekehrung der germanisch-romanischen Führungsschicht der Franken im vorherigen Jahrhundert, die zunächst oft nur formell war, folgte eine christliche Unterweisung und inhaltliche Bekehrung, die in diesem Jahrhundert fortgesetzt wurde. Neben der Amtskirche spielten hier auch die Klöster eine wichtige Rolle.
Die christlichen Kirchen waren als Nationalkirchen vollständig in das Herrschafts- und Gesellschaftssystem der jeweiligen Reiche eingebunden. Sie nahmen sowohl geistliche als auch weltliche Aufgaben wahr. Herrschaftlich und wirtschaftlich sowie teilweise auch geistlich waren sie dem jeweiligen König unterstellt. Überwiegend wurden Klostergründungen von Königen oder Adeligen vorgenommen, die auch nach der Gründung diese für ihre wirtschaftlichen, herrschaftlichen oder geistlichen Interessen nutzten. Viele der von zahlreichen adeligen Frauen gegründeten Frauenklöster dienten diesen zur Altersversorgung. Den zahlreichen Klosterneugründungen, im Frankenreich hat sich ihre Anzahl in diesem Jahrhundert mehr als verdoppelt, standen schon in diesem Jahrhundert häufige Klagen über die Abkehr des Klosterlebens vom monastischen Ideal gegenüber.
Iroschottische Mönche zogen vom christlichen Irland und Schottland vorwiegend nach England und ins fränkische Reich, um die Bevölkerung zum christlichen Glauben zu bekehren oder diesen bei ihr zu vertiefen. Dazu gründeten sie zahlreiche Klöster. Bei der Bekehrung der Angelsachsen kam es zu Differenzen mit römischen Missionaren, die England von Süden im Auftrag des Papstes missionierten. Diese wurden in der Synode von Whitby zugunsten der römischen Missionare beigelegt. Schon zum Ende des 7. Jahrhunderts begannen angelsächsische Kleriker in Kontinentaleuropa zu missionieren. Die angelsächsische Mission, die im 8. Jahrhundert ihren Höhepunkt erreichte, trug neben der iro-schottischen Mission wesentlich zur Verbreitung des Christentums in Europa bei.
Nur wenige Menschen, fast ausschließlich Kleriker und Angehörige der Oberschicht, waren fähig schriftlich zu kommunizieren, wobei die Verbreitung der Lese- und Schreibfähigkeit zum Ende des Jahrhunderts weiter abnahm. Im 7. Jahrhundert entwickelte sich die Schriftsprache von Latein immer mehr zu einer romanischen Sprache. Als Schreibstoff wurde insbesondere im Frankenreich statt Papyrus immer häufiger Pergament eingesetzt.

## Mittelmeerraum und Naher Osten
Auch im Mittelmeerraum und dem Nahen Osten endete spätestens in der Jahrhundertmitte die Spätantike.

### Oströmisches / Byzantinisches Reich
Größere Gebietsverluste als in Europa erlitt das oströmische Reich, das durch innere Unruhen geschwächt war, durch den im Jahr 603 beginnenden Eroberungszug des von Chosrau II. beherrschten persischen Sassanidenreiches. Die Eroberung Syriens, Palästinas und schließlich Ägyptens (619) war für das oströmische Reich besonders wirtschaftlich ein schwerwiegender Verlust. Der seit 610 regierende Kaiser Herakleios schaffte es durch einen Siebenjährigen Krieg, für den er alle Ressourcen seines Reiches mobilisierte, die verlorenen Gebiete von den Persern zurückzuerobern. Nach dem Friedensschluss zwischen den Kriegsparteien (629) ließ der Krieg beide Reiche geschwächt zurück. Die folgende islamische Expansion führte ab dem Jahr 634 zu einem jetzt endgültigen Verlust der zurückeroberten Gebiete. Mit den Gebietsverlusten in Italien und auf dem Balkan schrumpfte das Reich bis zum Ende des Jahrhunderts auf ein Drittel des Territoriums, das es zu Beginn des Jahrhunderts beherrschte.
Das oströmische Reich wandelte sich ab dem 7. Jahrhundert so grundlegend, dass es in der Folgezeit von heutigen Historikern byzantinisches Reich genannt wird. Den Wandel führten der Verlust von zwei Dritteln des Staatsgebietes, der Verlust bedeutender wirtschaftlicher Ressourcen – insbesondere durch den Verlust Ägyptens – und die Abwehrkämpfe gegen seine äußeren Feinde herbei. Ihn kennzeichnete die Entwicklung von einer kulturell und religiös heterogenen Gesellschaft, mit vielen städtischen Zentren, zu einer vom griechisch-orthodoxen Bekenntnis und der griechischen Kultur geprägten Gesellschaft. Es begann ein Prozess, der militärischen Aspekte in Gesellschaft und Staat einen immer stärkeren Rang einräumte. Neue von Militärgouverneuren geleitete Militärbezirke, die Themenbezirke entstanden. Damit verbunden war die Wandlung des Heeres von einem steuerfinanzierten Berufsheer in ein regional organisiertes, durch Landbesitz abgegoltenes Heer. Waren die Themenbezirke in diesem Jahrhundert noch lokal beschränkt, verbreiteten sie sich in den folgenden Jahrhunderten über das gesamte Reich und verdrängten die zivile Verwaltung.

### Islamische Expansion und Kalifenreich

Die islamische Expansion:
Ausbreitung unter dem Propheten Mohammed, 622–632
Ausbreitung unter den vier „rechtgeleiteten Kalifen“, 632–661
Ausbreitung unter den Umayyaden, 661–750

Ab dem Beginn des Jahrhunderts warb Mohammed auf der arabischen Halbinsel Anhänger und stiftete eine der Weltreligionen, den Islam. Er vereinte die unterschiedlichen Stämme und Gruppen der arabischen Halbinsel in einer übergeordneten Gemeinschaft, der Umma. Als seine Nachfolger wurden die Kalifen gewählt. Die ersten vier Kalifen stammten aus der näheren Verwandtschaft Mohammeds und werden auch „rechtgeleitete Kalifen“ genannt. Für einen Teil der Muslime hatten nur ʿAlī ibn Abī Tālib, der vierte „rechtgeleitete Kalif“ und Schwiegersohn Mohammeds, und dessen Nachkommen einen legitimen Anspruch auf das Kalifenamt. Die unterschiedliche Auffassung über die Rechtmäßigkeit der Nachfolge Mohammeds teilt bis heute die Muslime in solche, die nur Ali und seine Nachkommen anerkennen, die Schiiten, und solche die alle „rechtgeleiteten Kalifen“ anerkennen, die Sunniten.
Mitte der 630er Jahre begann die militärische Expansion des Kalifenreiches, auch islamische Expansion genannt. Die Araber eroberten große Gebiete des oströmischen Reiches, wie Syrien, Palästina und Ägypten. Neben der gewaltsamen Erstürmung der Städte war die Verhandlung einer Kapitulation eine Methode der Eroberung. Im Jahr 642 errangen die Araber einen entscheidenden Sieg über das Sassanidenreich. Dennoch zogen sich die anschließenden Eroberungen des Ostens des Reiches noch einige Jahre hin. Zur Sicherung ihrer Eroberungen stationierten die Araber Truppen in den bestehenden Städten oder gründeten Militärlager, aus denen mit der Zeit Städte, wie das irakische Basra, entstanden. Die Eroberungszüge unter den ersten Kalifen wurden im Wesentlichen autonom von lokalen Anführern gesteuert, die parallel zueinander operierten.
In der Mitte des Jahrhunderts kam es zu Auseinandersetzungen zwischen den arabisch-muslimischen Anhängern und Gegnern des vierten Kalifen ʿAlī ibn Abī Tālib. In deren Folge kämpften zum ersten Mal zwei muslimische Armeen gegeneinander. Nach Alis Tod im Jahr 661 setzte sich sein Gegenspieler Muʿāwiya I. als Kalif durch. Dieser unterschied sich von seinen Vorgängern, weil er weder aus dem familiären Umfeld Mohammeds stammte, noch sich bei seiner Unterstützung Verdienste erworben hatte. Vielmehr stammte er von den mekkanischen Machteliten ab, die den Propheten der Muslime zunächst bekämpften. Da Muʿāwiya zuvor Gouverneur der Provinz Syrien war, wo er seine Machtbasis hatte, verlegte er die Hauptstadt vom arabischen Mekka ins syrische Damaskus. Indem er durchsetzen konnte, dass sein Sohn zu seinem Nachfolger als Kalif erklärt wurde, begründete er die Umayyaden-Dynastie. Da mehrere arabische Gruppen damit nicht einverstanden waren, kam es im Jahr 680 zu einem Bürgerkrieg, den erst der nachfolgende umayyadische Kalif Abd al-Malik im Jahr 691 beenden konnte. Auch unter den Kalifen der Umayyaden-Dynastie wurde das Kalifenreich durch Eroberung weiter ausgedehnt, so dass es gegen Ende des Jahrhunderts ein Gebiet von Nordafrika bis nach Zentralasien umfasste.
Während die Eroberer die politische und militärische Gewalt in den eroberten Gebieten übernahmen, ließen sie die Zivil- und Finanzverwaltung bestehen. Damit gab es nur wenige einheitliche Strukturen im Kalifenreich des 7. Jahrhunderts. Erst zum Ende des Jahrhunderts wurde unter Abd al-Malik das Griechische und Persische als Amtssprache durch das Arabische ersetzt. Die Einführung des Dinars als Währung des Kalifenreiches demonstrierte die arabische Herrschaft, führte jedoch nicht zu einem einheitlichen Münzsystem.

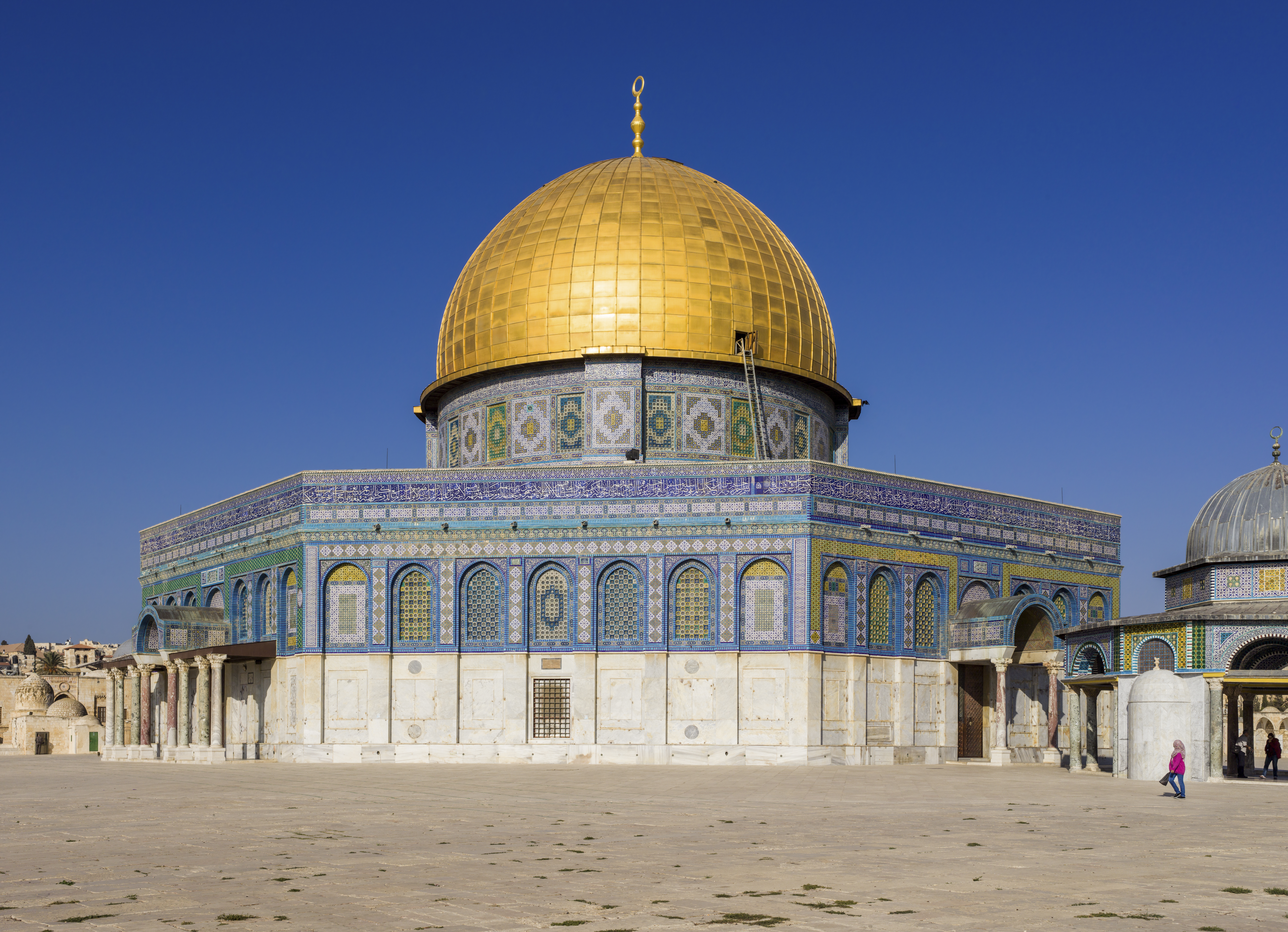
Felsendom

Die Kalifen setzten Gouverneure ein, die die Provinzen relativ autonom regierten. Auch andere höchste politische und militärische Ämter besetzten die Kalifen mit ihren arabischen Vertrauten, während in der Verwaltung auch hohe Posten von nicht arabischen Muslimen und lokalen Anhängern anderer Religionen bekleidet wurden. Weite Gebiete des heutigen Irak sowie die byzantinischen und sassanidischen Krongüter gingen an die muslimische Gemeinschaft beziehungsweise die Kalifen. Die Kämpfer erhielten anstelle von Sold einen Anteil an der übrigen Beute und einige Kämpfer auch finanzielle Zuwendungen. Der Erhalt dieser Zuwendungen setzte jedoch eine Aufnahme in ein Register, den Dīwān, voraus, die nur verdienten muslimischen Kämpfern zuteilwurde. Die Zuwendungen erfolgten durch Geldzahlungen, die auch aus Steuergeldern finanziert wurden. Diese wurden hauptsächlich von den Nicht-Muslimen aufgebracht, die eine spezielle Kopfsteuer (Dschizya) und eine Grundsteuer entrichten mussten.
Die muslimischen Eroberer übten auf die Bevölkerung der eroberten Gebiete keinen Zwang aus, zum Islam zu konvertieren. Die Anhänger der Buchreligionen, aber auch die Zoroastrier konnten ihren Glauben größtenteils unbehelligt leben, die Glaubensausübung unterlag aber Beschränkungen, die mit der Zeit restriktiver wurden. Da den neuen Herrschern die konfessionelle Ausrichtung der anderen Religionen gleichgültig war, konnten einige Konfessionen, wie die Nestorianer im Irak, sich freier entfalten als unter der alten Herrschaft. Nach der Eroberung konvertierten zahlreiche Menschen zum Islam. Eine große Gruppe der Konvertiten waren Kriegsgefangene, die nach dem Übertritt zum Islam freigelassen wurden. Unter der Leitung der ersten Kalifen wurde der Korantext fixiert und die Anfänge des islamischen Rechts, Scharia, etabliert. Im letzten Jahrzehnt wurden unter dem Kalifen Abd al-Malik bedeutende islamische Bauwerke, wie der Felsendom in Jerusalem, gebaut.
Einhergehend mit der Expansion etablierten arabische Kaufleute in alle Himmelsrichtungen Handelsrouten. Insbesondere der arabische Handel entlang der Seidenstraße mit China sowie mit Indien als auch entlang der ostafrikanischen Küste und zwischen den Gebieten nördlich und südlich der Sahara begann sich zu etablieren.

## Afrika
Mitte des Jahrhunderts konnten die christlichen nubischen Staaten die Eroberungsversuche, die die Araber von Ägypten, das sie zuvor eroberten, aus vornahmen, erfolgreich abwehren. Anschließend schlossen jene Staaten mit dem arabischen Statthalter in Ägypten einen Friedensvertrag, der die christliche Herrschaft in Nubien für die nachfolgenden Jahrhunderte sicherte. In der zweiten Jahrhunderthälfte vereinigten sich zwei der drei nubischen Staaten, Nobatia und Makuria, zu einem einzigen Königreich.
Auch wenn das am Horn von Afrika gelegene, christliche aksumitische Reich zunächst gute Kontakte zum Islam pflegte, hatte die islamische Expansion für es unmittelbare Auswirkungen. Seine politischen und kommerziellen Kontakte zum oströmischen Reich brachen mit den arabischen Eroberungen oströmischer Gebiete im östlichen Mittelmeerraum ab. Im Zuge dieser Schwierigkeiten intensivierte das Reich seine Beziehungen zu den nubischen Staaten.

## Asien

### Indischer Subkontinent

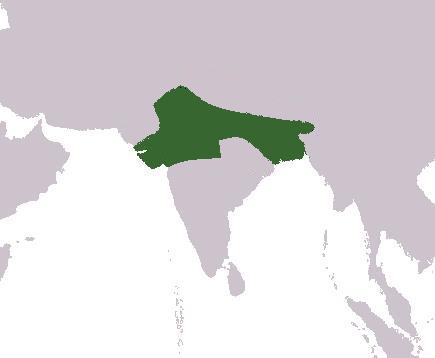
Das Reich Harshavardhana zum Zeitpunkt seiner größten Ausdehnung

Der indische Subkontinent war in mehrere Herrschaftsgebiete aufgeteilt. In der ersten Hälfte des Jahrhunderts konnte Harshavardhana ausgehend von seiner Hauptstadt Kannauj am mittleren Ganges das in Teilfürstentümer zersplitterte Nordindien sukzessive unter seiner Herrschaft vereinen. Seine Expansion nach Süden konnte jedoch durch das südwestindische Chalukya-Reich im Jahr 630 gestoppt werden. Das Reich Harshas brach nach seinem Tod 647 zusammen.
In den Auseinandersetzungen mit ihrem südostindischen Nachbarreich Pallava konnten die Chalukya-Könige zwar taktische, jedoch keine nachhaltigen Siege erziehen. Dennoch kam es im Zuge der Auseinandersetzung zu einem kulturellen Austausch zwischen den Reichen. Bei seinen Feldzügen nach Sri Lanka setzte das Pallava-Reich erstmals in der indischen Geschichte in konzentrierter Form Seestreitkräfte ein und schaffte damit eine Basis, auf der der Nachfolgestaat der Chola seine Seeherrschaft vom 10. bis zum 12. Jahrhundert aufbauen konnte.
Zur Ausübung der Herrschaft in weiten Teilen ihres Herrschaftsgebietes bedienten sich die Herrscher größerer indischer Reiche, wie Harsha, der Hilfe verbündeter Herrscher und unterworfener Regionalfürsten.
Wichtigstes Element der indischen Wirtschaft war die Landwirtschaft. In diesem Jahrhundert wurden wie in den vergangenen und folgenden Jahrhunderten die Ausdehnungen der landwirtschaftlichen Flächen kontinuierlich fortgesetzt. Besonders in Südindien wurden komplexe Bewässerungssysteme genutzt, erweitert und verbessert.
In Indien waren Hinduismus, Buddhismus und Jainismus nebeneinander verbreitet. Mit dem Tod Harshavardhana im Jahr 647, einem Förderer des Buddhismus, verlor dieser zunehmend Anhänger sowohl bei den Eliten als auch beim Volk. Der Hinduismus gewann auf Kosten der beiden anderen Religionen zunehmend an Bedeutung und Förderung. Buddhistische Klöster, die noch großen Landbesitz hatten, verloren zu Gunsten der Brahmanen an politischem Einfluss. Das 7. Jahrhundert war ein Höhepunkt der Errichtung hinduistischer Höhlentempel.

### Zentralasien
In Zentralasien waren die westlichen Kök-Türk bis zur Jahrhundertmitte die bedeutendste Regionalmacht. Bis zum Jahr 630 konnten sie ihren Herrschaftsbereich vom kaspischen Meer bis zum Tarimbecken und von der kasachischen Steppe bis zum nördlichen Hindukusch ausdehnen. Die nomadischen Türk profitierten von den Abgaben der ackerbauenden Bevölkerung, die in Gebieten wie Sogdien und den Oasen des Tarimbeckens lebte. Ferner erzielten die Nomaden wirtschaftlichen Wohlstand aus der Kontrolle von Teilen der Seidenstraße. Zusätzlichen Nutzen zogen sie von der Zusammenarbeit mit sogdischen Kaufleuten, die einen bedeutenden Teil des Handels auf der Seidenstraße betrieben. In den oströmisch-sassanidischen Kriegen unterstützen sie Ostrom, indem sie das sassanidische Reich von Osten angriffen. Mit dem Vordringen der Araber im Westen und der Niederlage gegen China im Jahr 657 im Osten verloren die westlichen Türk zunehmend an Einfluss. Die östlichen Türk waren 630 von den Chinesen unterworfen worden und dienten diesen als Söldner. Im Zuge der wachsenden politischen Probleme Chinas am Ende des Jahrhunderts lösten sie sich aus der chinesischen Abhängigkeit und errichteten das „zweite türkische Reich“.

### China

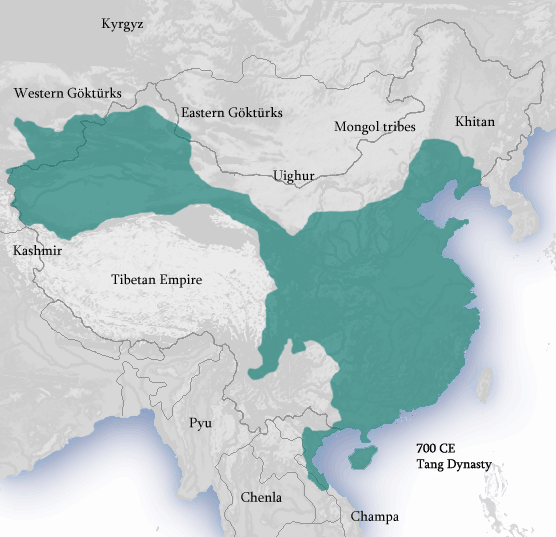
China unter der Tang-Dynastie um 700 n. Chr.

#### Politische Entwicklung
In China wurde 618 die Sui-Dynastie von der Tang-Dynastie abgelöst. Der letzte Sui-Kaiser verfolgte das im vorherigen Jahrhundert begonnene Projekt der Einigung des über Jahrhunderte zersplitterten Chinas unter einer zentralistischen Herrschaft. Mehrere Großprojekte, wie die Erweiterung des Kaiserkanals und die Befestigung der Nordgrenze, sowie zahlreiche Feldzüge, besonders die Niederlage gegen das nordkoreanische Goguryeo banden viele Ressourcen, zerrütteten die Staatsfinanzen und forderten große Opfer unter der Bevölkerung. Dieses, wie die Versuche des Kaisers den alten Adel zu entmachten, führten zu zahlreichen Revolten im Land. Vor dem Hintergrund dieser Probleme konnte General Li Yuan die Macht erringen und als Kaiser Tang Gaozu die Tang-Dynastie begründen. Diese stellte in den folgenden Jahren die innere Stabilität wieder her. Mit der Unterwerfung der östlichen Kök-Türk, die zuvor zahlreiche Raubzüge in China unternahmen, konnten die Tang die Bedrohung aus dem Norden im Jahr 630 bannen. In den folgenden Jahren dehnten die Tang das Reich insbesondere entlang der Seidenstraße bis nach Zentralasien aus, wobei sie die westlichen Kök-Türk besiegten. Die konkurrierenden Expansionsbestrebungen des chinesischen und des tibetischen Reiches führten in diesem Jahrhundert zu zahlreichen militärischen Auseinandersetzungen.
Durch Intrigen und Machtränke stieg Wu Zetian in der zweiten Jahrhunderthälfte von einer kaiserlichen Konkubine zur faktischen Herrscherin (ab 660) und schließlich zur Kaiserin Wu Zhao (690) auf. Sie war die einzige Frau, die jemals China offiziell als Kaiserin regierte. Unter ihrer Führung konnte China die meisten Angriffe seiner Nachbarn auf die Grenzgebiete abwehren.

#### Kultur und Beziehungen zu anderen Staaten
Durch Siege über die Osttürken und die Westtürken wurde der chinesische Herrschaftsbereich entlang der Seidenstraße ausgedehnt und mit Garnisonen gesichert. Das brachte den Handel auf der Seidenstraße zu einer neuen Blüte. Verstärkt kamen Waren und Ideen aus dem Mittelmeerraum, dem Nahen Osten, Indien und Zentralasien nach China. Die Offenheit der chinesischen Politik galt auch den ostasiatischen Nachbarn. Vermehrten wirtschaftlichen und kulturellen Austausch gab es mit den koreanischen Staaten und Japan. Für einflussreiche Gruppen in diesen Ländern wurde die chinesische Kultur zum Vorbild. Die chinesische Hauptstadt Chang’an, die an der Seidenstraße lag, wird heute vielfach als die größte und kulturell bedeutendste Stadt der Welt zu dieser Zeit angesehen. In ihr lebten Menschen aus vielen Regionen der Welt. Die Existenz kleiner Minderheiten von Juden, Christen und Muslimen, die ihren Glauben relativ frei praktizieren konnten, gilt als Zeichen der Offenheit der Tang-Kaiser. Die Kaiser versuchten Daoismus und Buddhismus für ihre politischen Zwecke zu instrumentalisieren. Dabei griffen sie fördernd, aber auch reglementierend in Glaubensinhalte und -organisation ein. Während die ersten Tang-Herrscher vorwiegend den Daoismus förderten, begünstigte Kaiserin Wu Zhao den Buddhismus, besonders die Chan-Schule. Neben diesen Religionen beeinflusste auch der Konfuzianismus die staatliche Ordnung.
Mit der Stabilität, der Offenheit nach außen und dem wachsenden wirtschaftlichen Wohlstand blühten Dichtkunst, Erfinder- und Entdeckergeist und andere kulturelle Aktivitäten auf. Die Gründung mehrerer staatlicher Hochschulen, die auch der Beamtenausbildung dienten, förderte die Verbreitung von Wissen. In der Enzyklopädie Yiwen leiju versuchte man das erworbene Wissen zu sammeln und geordnet aufzuschreiben. Der buddhistische chinesische Pilgermönch Xuanzang reiste über die Seidenstraße nach Zentralasien und nach Indien. Neben zahlreichen religiösen Schriften, die die Ausbreitung des Buddhismus in China förderten, brachte er Reisebeschreibungen mit, die noch heute als wichtige Quelle für das Leben im damaligen Indien gelten.

#### Gesellschaft, Wirtschaft und Recht
Aufgrund der Ergebnisse der damals durchgeführten Volkszählungen wird die Einwohnerzahl Chinas in diesem Jahrhundert auf etwa 50 Millionen geschätzt. Die Bevölkerung konzentrierte sich entlang der fruchtbaren Ufer des gelben Flusses, wobei ein Teil in Städten wohnte, die weit größer als die Europas waren.
Im Laufe des 7. Jahrhunderts setzte ein bedeutender wirtschaftlicher Aufschwung ein. Dieser wurde durch mehrere Faktoren bedingt. Der Kaiserkanal verband den Jangtsekiang mit dem gelben Fluss und damit den südchinesischen Wirtschaftsraum mit dem Nordchinesischen. Das ermöglichte einen verstärkten Import landwirtschaftlicher Produkte aus dem fruchtbaren Süden, was die Verfügbarkeit von Lebensmitteln im Norden steigerte. Ferner wurden die Verwaltung und das Steuersystem reformiert. Der zuvor knappe Umlauf von Kupfermünzen wurde beschleunigt und im Bereich der Kreditinstrumente kam es zu Innovationen. Eine Landreform teilte das Land in genormte Parzellen auf, die Bauern, Beamten und Adel zugeteilt wurden. Porzellan wurde gewerbsmäßig in größeren Mengen hergestellt.
Die Tang-Kaiser übernahmen von den Sui die zentralistische Staatsordnung, die letzte etabliert hatten. Die Herrschaft wurde durch ein hierarchisches Beamtensystem ausgeübt das dem Kaiser unterstellt war. Im Gegensatz zu den Sui würdigten die Tang-Herrscher bei der Herrschaftsausübung und Postenbesetzung stärker die traditionellen Rechte der Adelsschicht. Für einen Beamtenposten konnten sich die Bewerber sowohl durch eine Empfehlung als auch durch eine bestandene Beamtenprüfung qualifizieren, wobei insbesondere die Stellen in den regionalen Präfekturen primär durch Empfehlungen besetzt wurden. Von der Politik des jeweiligen Kaisers hing es ab, ob ein höherer Beamtenposten aufgrund einer Empfehlung oder einer bestandenen Prüfung besetzt wurde. An den Prüfungen für höhere Stellen nahmen überwiegend die Söhne der Eliten teil, so dass unabhängig von der Wahl des Zugangs die hohen Posten von der Elite besetzt wurden.
Die bereits vorhanden schriftlichen Gesetze wurden im 7. Jahrhundert systematisiert und reformiert. Das von den Tang eingeführte Gesetzbuch, das eine Gleichheit vor dem Gesetz anstrebte, war auch in den nachfolgenden Jahrhunderten Grundlage der Strafrechts und wurde später auch in Japan übernommen.

### Ost- und Südostasien
Im Hochland von Tibet gründete Songtsen Gampo das Königreich von Tibet, indem er die dort heimischen Fürstentümer nacheinander unterwarf. Im Zuge einer Expansionspolitik führte Tibet unter seinen Nachfolgern in der zweiten Hälfte des Jahrhunderts Kriege mit China über die Kontrolle des Tarimbeckens, in dem Teile der Seidenstraße verlaufen. Dabei gelang es Tibet in den 670er Jahren größere Teile des Beckens unter seine Kontrolle zu bringen. In den 690er Jahren konnte China diese Gebiete wieder zurückerobern. Im 7. Jahrhundert konnte sich der Buddhismus erstmals in Tibet etablieren, während er sich im folgenden Jahrhundert flächendeckend verbreiten konnte.
Im Norden der koreanischen Halbinsel lag das Reich Goguryeo, das China von Beginn des Jahrhunderts zu erobern suchte. Die im Süden der koreanischen Halbinsel gelegenen Reiche Silla und Baekje waren mit China beziehungsweise mit Goguryeo verbündet. Im Jahr 660 half China dem Königreich Silla seinen Rivalen Baekje zu erobern. Acht Jahre später gelang es Silla und China dann, das Reich Goguryeo zu besiegen. Anschließend versuchten die Chinesen, die Gebiete der beiden besiegten Reiche zu kolonisieren. Daraufhin wandte sich Silla gegen seinen ehemaligen Verbündeten China und vertrieb ihn von der koreanischen Halbinsel. Das Gebiet von Baekje und große Teile des ehemaligen Goguryeo wurden nun Teil des Reiches Silla. In diesem regierte ein König über eine Ständegesellschaft, die sich nach „Knochen-Klassen“ gliederte. Die Abstammung bestimmte die Klassenzugehörigkeit. Seit der Mitte des Jahrhunderts drängten die Könige den Einfluss der oberen Klassen zu ihren Gunsten zurück.
In Japan, in dem das 7. Jahrhundert der Asuka-Zeit zugeordnet wird, erfolgten durch den Kaiserhof weitreichende Reformen. Die sogenannte 17-Artikel-Verfassung war eine Schrift zur ethischen Ausübung der Herrschaft, die sowohl von der Staatsreligion, dem Buddhismus, als auch von konfuzianischen Einflüssen geprägt war. Durch die Taika-Reformen des Jahres 646 wurde der japanische Zentralstaat etabliert, der sich stark an dem chinesischen Staatsmodell orientierte. Das Land wurde formal Eigentum des Kaisers, der es jedoch der Kontrolle der Adelsfamilien überließ, die es bisher besaßen. Im 7. Jahrhundert wurde eine Hofhierarchie etabliert. Ferner bezeichneten sich die japanischen Herrscher erstmals als Kaiser, ab den 670er Jahren mit dem Titel Tennō.
Kreuzten die Handelsrouten zwischen Indien und China vor dem 7. Jahrhundert die malaiische Halbinsel über den Landweg, benutzten die Kaufleute ab dem 7. Jahrhundert durchgehend den Seeweg, indem sie durch die Straße von Malakka um die malaiische Halbinsel herumfuhren. Das auf der südostasiatischen Insel Sumatra gegründete Königreich Srivijaya dehnte sich durch Eroberungen bis zum Ende des Jahrhunderts auf große Teile des Südens der Insel aus. Damit schaffte es die Basis dafür, die Verlagerung des Handelsverkehrs in die Straße von Malakka zu nutzen und in den folgenden Jahrhunderten zur bedeutendsten Thalassokratie Südostasiens aufzusteigen.
Die verstärkte aktive Aneignung indischen Wissens, Kultur und Religion durch die Herrschereliten Südostasiens kann für die Zeit ab dem 7. Jahrhundert belegt werden. So war das Königreich von Srivijaya buddhistisch geprägt.

## Amerika
In Mittelamerika stand das Reich der Maya in voller Blüte. An der Westküste Südamerikas wurde Tiahuanaco zur Zentralstadt einer Pre-Inka-Kultur ausgebaut. Nördlich von dieser etablierte sich die Wari-Kultur. Die nördlich der Wari-Kultur beheimatete Moche-Kultur erlebte ihren Niedergang, wahrscheinlich aufgrund von Klimaeinflüssen.

## Ereignisse

### Europa
- 614: Durch das Edictum Chlotharii wird die lokale Verwaltung in die Hände des Grundbesitzenden Adels anstelle einer nur vom König abhängigen Verwaltung gelegt.
- 639: Der Tod des letzten bedeutenden merowingischen Königs, Dagobert I., markierte den Niedergang seiner Königsdynastie. In der Folge übernahmen die Hausmeier der jeweiligen Reichsteile schrittweise die tatsächliche Macht im Frankenreich.
- 654: König Rekkeswinth schuf ein einheitliches Gesetzbuch, das sowohl für den römischen als auch für den germanischen Teil der Bevölkerung im Westgotenreich galt.
- 664: Die Synode von Whitby war für die Angelsachsen ein wichtiger Schritt weg von der iroschottischen und hin zur römischen Kirchenordnung.
- 687: Durch seinen Sieg in der Schlacht bei Tertry gewann Pippin der Mittlere das Hausmeieramt im gesamten Frankenreich und legte damit die Grundlage zum Aufstieg der Pippiniden, der späteren karolingischen Dynastie.
- 681: Das erste bulgarische Reich wurde auf der östlichen Balkan-Halbinsel gegründet.

### Mittelmeerraum und Naher Osten
- 622: Hidschra, Auswanderung des Propheten Mohammed von Mekka nach Medina.
- 632: Tod Mohammeds.
- 636: errangen die arabischen Heere in der Schlacht am Jarmuk einen entscheidenden Sieg über byzantinische Truppen, dem die Eroberung großer byzantinischer Gebiete folgte.
- 640: In der Schlacht bei Heliopolis besiegen die Araber die byzantinischen Truppen in Ägypten.
- 643: Eroberung Tripolitaniens durch die Araber.
- 651: Tod des letzten persischen Großkönigs Yazdegerd III.; das Sassanidenreich fällt der arabischen Expansion zum Opfer.
- 691/692: Der Felsendom in Jerusalem wird errichtet.
- 698: fällt mit Karthago der letzte wichtige oströmisch-byzantinische Stützpunkt in Nordafrika an die Araber.

### Asien
- 604: Der japanische Prinzregent Shōtoku Taishi erließ die 17-Artikel-Verfassung (憲法十七条 Kenpō-jūshichi-jō).
- 618: Li Yuan stürzte den letzten chinesischen Sui-Kaiser und gründete als Kaiser Tang Gaozu die Tang-Dynastie
- 630: Chinesische Truppen schlagen die östlichen Kök-Türk in einer Schlacht vernichtend und nehmen ihren Khan gefangen. Die damit verbundene Eingliederung der östlichen Kök-Türk in das chinesische Reich trägt zu dessen Stabilisierung bei.
- 646: Die Taika-Reformen wurden erlassen, die Verwaltung, Steuerrecht und die Grundbesitzverhältnisse neu ordneten.
- 690: Wu Zetian wird einzige Kaiserin Chinas.

## Persönlichkeiten
- Chosrau II., letzter bedeutender sassanidischer Großkönig
- Herakleios, oströmischer Kaiser, der verlorenes Staatsgebiet in einer großen Kraftanstrengung vom Sassanidenreich zurückeroberte und es danach wieder an das Kalifenreich verlor
- Mohammed, Religionsstifter des Islam
- Songtsen Gampo, Gründer des Königreiches von Tibet
- Tang Taizong, chinesischer Kaiser, der das chinesische Kaiserreich stabilisierte und reformierte sowie es verstärkt nach außen öffnete
- Wu Zetian, einzige offizielle chinesische Kaiserin

## Erfindungen und Entdeckungen
- Araber verkochen erstmals Öl und Lauge miteinander und schaffen somit die Seife in ihrer heute bekannten Form.
- Entwicklung der Windmühle in Persien.
- Im byzantinischen Reich wurde das griechische Feuer entwickelt und bei der Abwehr der Belagerung von Konstantinopels (674–678) erfolgreich eingesetzt. Das entzündete Brandmittel ist schwer zu löschen und war damit eine mächtige Waffe. Es wurde meistens mit Flammenwerfern verschossen.
- Die Masoreten (jüdische Schriftgelehrte) entwickeln ein Vokalpunktierungssystem, um die korrekte Aussprache des Hebräischen festzuhalten.
- Einführung des islamischen Kalenders.